# Lijst van straten in Korendijk
Dit is een lijst van straten in de voormalige gemeente Korendijk, Zuid-Holland, Nederland. 

## Lijst van straten in Goudswaard
Meerdere straten zijn genoemd naar Noorse steden
- Achterweg - ten zuiden van het dorp in het buitengebied, uitkomend op de Oudendijk
- Beatrixstraat - Beatrix der Nederlanden
- Bergenstraat - stad Bergen in Noorwegen
- Bosweg - ten zuiden van het dorp. Vanaf de Oudendijk met een bocht naar rechts uitkomend op de Gebrokendijk
- Boutweg - onverharde weg tussen Achterweg en Langeweg bij water Het Sandee
- Burgemeester Vrieslaan - P.G. Vries, CHU burgemeester tussen 1957 - 1976,	tevens burgemeester van Nieuw-Beijerland en Piershil
- Burgemeester Zahnweg - A.H. Zahn, burgemeester van 1889-1931, tevens burgemeester van Piershil
- Coorndijkstraat - buurtschap Corendijk of Coorndijk, na 1983 Korendijk
- De Stiel - doodlopende weg, zijweg van de Vaartweg
- Dorpsstraat - van de Molenweg parallel aan het water Het Sandee naar het zuiden lopend. Gaat over in de Nieuwstraat. Zijstraat aan de noordzijde is de Prins Bernhardstraat.
- Dorsvlegel - dorsvlegel
- Dwarsweg - staat dwars op de Lange Eendrachtsweg
- Gebrokendijk - buiten de kern Goudswaard. Loopt vanaf de Oudenddijk in noordelijke richting, overgaand in de Molendijk
- Groeneweg - ten zuiden van Goudswaard, zijweg van de Oudendijk in zuidelijke richting naar het Haringvliet
- Havenkade - doodlopende weg aan de westzijde van het Sandee
- Hogendijk - oost van Goudswaard bij het Piershilse Gat. Verbindt de Steegjesdijk met de Oud Nieuwlandsedijk
- Hooiplok - U-vormige zijstraat van de Dorsvlegel
- Jan Krijnsweg - verbindt de Molenweg met de Vaartweg
- Karnmolen - zijstraat van de Polderboom. Loopt evenwijdig aan de Nicolaas van Puttenstraat
- Koningin Julianastraat - Juliana der Nederlanden; Verbindt de Kerkweg met de Stationweg
- Korenmaaier - beroep; Z-vormige verbindingsweg van de Hooiplok met de Polderboom
- Langeweg - Ruim twee kilometer lange straat. In het verlengde van de Nieuwstraat, langs het Sandee, in zuidelijke richting naar de Oudendijk
- Lillehammerplantsoen - Lillehammer
- Molendijk - aan de noordzijde van Goudswaard. Van Het Sandee naar Piershil
- Narvikstraat - Narvik
- Nicolaas van Puttenstraat - Nicolaas van Putten, Heer van Putten en Strijen
- Nieuwendijk - drie kilometer lange dijkweg langs het Vuile Gat bij Nieuwendijk
- Nieuweweg - doodlopend dwarsweg op de Molendijk
- Nieuwstraat - in het verlengde van de Dorpsstraat, langs het Sandee, overgaand in Langeweg
- Oslostraat - Oslo, hoofdstad van Noorwegen
- Oude Nieuwlandsedijk - van de Gebrokendijk langs het Piershilse Gat naar het westen aansluitend op de Oudendijk
- Oudendijk - ten zuiden van Goudswaard. Verbindt de Oude Nieuwlandsedijk met de Oudendijk
- Polderboom - in het verlengde van de Nicolaas van Puttenstraat tot de T-splitsing met de Rolblok
- Prins Bernhardstraat - prins Bernhard van Lippe-Biesterfeld
- Robijnstraat - robijn, edelsteen
- Rolblok - meest westelijke straat van Goudswaard, loopt noord-zuid
- Schoefhaak - tussen Polderboom en Korenmaaier
- Slikslee - vervoermiddel slikslee
- Stavangerstraat - Stavanger, Noorse stad
- Steegjesdijk - vanaf de Molendijk richting Piershil
- Vaartweg - zuidgrens van Goudswaard. Loopt in oostelijke richting naar de Gebrokendijk
- van Almondestraat - Philips van Almonde (Den Briel, 29 december 1644 – Oegstgeest, 6 januari 1711) was een Nederlands vlootvoogd.
- van Cralingenstraat - evenwijdig aan de Vaartweg; verbindt de Van Almondestraat met de Burgemeester Vrieslaan
- van Gaesbeekstraat - geslacht Van Gaesbeek
- Veerdijk - loopt west van de Sandee naar de monding aan het Spui
- Westdijk - aan de westzijde van Goudswaard
- Willem-Alexanderstraat - koning Willem-Alexander der Nederlanden
- Zuidoordseweg - zuidoost van Goudswaard

## Lijst van straten in Nieuw-Beijerland
- 's-Gravenweg - dwars door het dorp lopende weg tussen de Kerkstraat en de Stadhoudersweg
- Achterdoel - tussen 's-Gravenweg en de Laning
- Achterstraat - verbindt de 's-Gravenweg met de Noorderstraat
- Ambachtsherenweg - Een ambachtsheer was een heer (en een ambachtsvrouwe was een vrouw met dezelfde rechten) die de middelbare en lage ambachtsheerlijkheid bezat.
- Antonie Genietsplein -
- Baljuwerf - baljuw, benaming voor de ambtenaar die tijdens het ancien régime de vorst vertegenwoordigde in de steden en in landelijke gebieden
- Beatrixstraat - Beatrix der Nederlanden
- Beijerlandschedijk - in het verlengde van de Oud-Cromstrijensedijk vanuit Klaaswaal in oostelijke richting overgaand in Zuidzijdsedijk
- Bernhardstraat - Bernhard van Lippe-Biesterfeld
- Boomgaard - in een U vorm lopende zijweg van de 's-Gravenweg
- Christinastraat - Christina der Nederlanden
- Damsteeg - doodlopende zijweg van de Oudendijk aan de westzijde van Nieuw-Beijerland
- Dijkstraat - doodlopende zijweg van de Noorderstraat
- Doelweijk - verbinding van de Voordoel en de Wilhelminastraat
- Dreef - woonerven aan de westzijde van het dorp
- Handelstraat - zijstraat van het Buitenom met twee haakse bochten
- Irenestraat - Irene van Lippe-Biesterfeld (Paleis Soestdijk, 5 augustus 1939) is de tweede dochter van koningin Juliana der Nederlanden en prins Bernhard.
- Julianastraat - Juliana der Nederlanden
- Karweistraat - T-vormige zijstraat van de Nijverheidstraat in het noordoosten van Nieuw-Beijerland
- Kerkdoel - verbindt het Achterdoel en de Middeldoel
- Kerkstraat - vanuit het centrum in westelijke richting lopend langs de kerk
- Kriekenbogerd - zijstraat van de 's-Gravenweg, genoemd naar een boomgaard met krieken, een kersensoort
- Langeweg - via de Spuidijk bereikbare weg naar het zuiden met een lengte van bijna vier kilometer
- Laning - van Wilhelminastraat naar het Voordoel
- Margrietstraat - Margriet der Nederlanden
- Marktveld - van de Achterstraat naar de Voorstraat. De weg kruist de Middelstraat
- Mauritsstraat - van de Irenestraat naar de 's-Gravenweg
- Middeldoel - verbindt de Laning met de Kerkstraat
- Middelstraat - verbinding tussen de Kerkstraat en het Marktveld
- Molenwerf - woonstraat in het noordoosten. Een deel loopt dood, het noordelijke deel sluit aan op de Schutskooi en de Schaapskooi
- Nijverheidstraat - rond lopende straat in het noorden van Nieuw-Beijerland
- Noorderstraat - tussen Julianastraat en Achterstraat in het noorden, met de Dijkstraat als doodlopende zijweg.
- Notenhof - woonhof tussen de Van Treslongstraat en de Kriekenbogerd
- Oudendijk - loopt via Oosthoek naar Piershil
- Plaatseweg - zijstraat van de Langeweg ten zuiden van het dorp
- Prinsensingel - tussenstuk van de 's-Gravenweg
- Ridder van Dorpstraat - begin en eind komen uit op de Sabinastraat
- Ruisscheweg - N217
- Sabinastraat - zijweg van de Wilhelminastraat. Genoemd naar Sabina van Beieren, echtgenote van graaf Lamoraal van Egmond.
- Schaapskooi - dierenverblijf
- Scheepswerf - zijweg van de Veerstoep, bij het Spui (water)
- Schepenpad - doodlopende zijweg van de Schaapskooi
- Schoutstraat - verbindt de Stadhoudersweg met het Buitenom. De weg loopt langs beide zijden van een plantsoen
- Schutskooi - aan de oostzijde van Nieuw-Beijerland. Aan de meest oostelijke zijde is een plantsoen met vijvers
- Spuidijk - de N217 langs het Spui
- Spuistraat - vanaf de N210 naar Oud-Beijerland, langs het Spui
- Stadhoudersweg - verbindt de 's-Gravenweg met de Ambachtsherenweg, genoemd naar ambachtsheer
- Stuifakker - T-vormige straat, zijweg van het Buitenom
- van Egmondstraat - tussen 's-Gravenweg en Sabinastraat; genoemd naar Sabina van Egmond (1562-1614), dochter van Lamoraal van Egmond en Sabina van Beieren
- Van Oldenbarneveldstraat - Johan van Oldenbarnevelt, raadspensionaris
- van Treslongstraat - Willem Bloys van Treslong (Den Briel, 1529 -  nabij Leiden, 17 juli 1594) was een edelman uit de Zuidelijke Nederlanden. Hij werd vooral bekend als een van de aanvoerders van de watergeuzen die op 1 april 1572 Den Briel innamen
- van Wassenhovenstraat - Van Wassenhove is de naam van een geslacht waarvan leden sinds 1928 tot de Belgische adel behoren.
- Voordoel - aan de westzijde tussen Doelweijk en Voorstraat
- Voorstraat - vanaf de Spuidijk in zuidoostelijke richting, gaat over in het Voordoel
- Vroedschapstraat - verbindt de Dreef met de Stadhoudersweg; vroedschap als stadsbestuur
- Vuurbaken - Vuurbaken is een buurtschap in de gemeenten Oud-Beijerland en Korendijk in het zuiden van de gemeente ongeveer 1 kilometer onder Zinkweg.
- Wilgenhof - woonerf met verbindingen naar de Van Treslongstraat, de Dreef en de Kriekenbogerd
- Wilhelminastraat - Wilhelmina der Nederlanden
- Willem-Alexanderplein - Willem-Alexander der Nederlanden
- Zinkweg - aan de oostelijke zijde, richting Oud-Beijerland
- Zuidzijdsedijk - ten zuiden van het dorp bij de buurtschap Zuidzijde

## Lijst van straten inPiershil
- Beatrixstraat - Beatrix der Nederlanden
- Buitenom - loopt aan de zuidzijde buiten het dorp om en sluit voorbij Oud-Beijerland aan op de N217
- Christinastraat - Christina der Nederlanden
- Dromweg - ten zuiden van Piershil; verbindt de Zuidzijdsedijk met het Zwartsluisje
- Fazantstraat - verbindt de Heemlaan met de Reigerstraat met twee haakse bochten; genoemd naar de vogelsoort fazant
- Fuut
- Heemlaan - noord-zuid lopende weg; verbindt de Voorstraat met het Buitenom
- Heullaan - van Fazantstraat naar Voorstraat. Een heul is een duiker
- Irenestraat - Irene van Lippe-Biesterfeld
- Johan Frisopad - tussen Margrietstraat en Mauritsstraat
- Kade - doodlopende weg langs het Piershilse Gat
- Kievitstraat - zijweg in een U-vorm aan de Heemlaan
- Koningin Julianastraat - Juliana der Nederlanden;
- Koningin Wilhelminastraat - Wilhelmina der Nederlanden
- Kostverlorendijk - ten zuiden van Piershil, sluit aan op de Sluisjesdijk
- Kreekkant - doodlopende zijweg van het Buitenom
- Meerkoet
- Margrietstraat - Margriet der Nederlanden
- Mauritsstraat - evenwijdig aan de Beatrixstraat, van 's-Gravenweg naar de Irenestraat
- Molendijk - van de noordwestzijde van het dorp naar het Spui
- Molenpad - paadje naar de Beatrixstraat vanaf de Molenstraat
- Nieuw-Piershilseweg - ten oosten van Piershil over de Domkreek, ten zuiden van Nieuw-Beijerland
- Oosthoek - 2,7 kilometer lange weg ten zuiden van Piershil. Verbinding Oudendijk-Kostverlorendijk
- Oranjestraat - tussen Wilhelminastraat en de Voorstraat
- Oud Piershilseweg - vanaf het Buitenom naar de Dromkreek
- Oudendijk - meer dan twee km lange weg ten noorden van Piershil. Loopt via Oosthoek naar Nieuw-Beijerland
- Prins Bernhardstraat - Bernhard van Lippe-Biesterfeld
- Reigerstraat - langs het water Klaasgat. Van de Heemlaan naar de Oud Piershilseweg
- Smient
- Sluisjesdijk - aan de zuidzijde van het dorp naar het Zwartsluisje
- Steegjesdijk - ten zuiden van het dorp. Verbindt de Molendijk met een brug over het Piershilse Gat en gaat over in het Buitenom
- Van Vollenhovenstraat - Pieter van Vollenhoven; Van Prins Bernhardstraat naar de Mauritsstraat
- Voorstraat - oost-west lopende weg midden door het dorp
- Waterhoen
- Willem-Alexanderstraat - Willem-Alexander der Nederlanden
- Zwartsluisje - ten zuiden van Piershil, in het verlengde van de Sluisjesdijk, genoemd naar de buurtschap Zwartsluisje

## Lijst van straten in Zuid-Beijerland
- Achterpad - doodlopende zijweg van de Nassaustraat
- Ambachsstraat - tussen Nassaustraat en Dorpzigt
- Amundsenstraat - Roald Amundsen, ontdekkingsreiziger
- Arent van der Graeffstraat - Arent Jacobsz van der Graeff was een belangrijk man in het stadsbestuur van Delft
- Asterstraat - bloemensoort
- Beatrixlaan - Beatrix der Nederlanden
- Bedrijfsstraat - noord-zuid lopende straat die de Noord-Achterweg verbindt met de Ridder van Dorplaan
- Beijerlandschedijk - vanuit Klaaswaal in westelijke richting lopend
- Blindeweg - doodlopende zijweg van de Noorddijk ten zuiden van Oud-Beijerland
- Bommelskousedijk - de weg tussen Klaaswaal en Zuid-Beijerland gelegen Bommelskoussedijk[1]
- Bosweg - zijweg van de Noord-Achterweg; tussen de Bosweg en het Nieuwe Gat aan de oostzijde ligt een bos
- Buitendijk - ten zuiden van het dorp langs het Haringvliet
- De Leeuw - zijstraat van de Oranjeweg
- Dorpsstraat - loopt oost-west door het dorp. Aan de westzijde overgaand in de Molendijk, aan de oostzijde in de Schoutsdijk
- Dorpzigt - zijstraat van de Dorpsstraat, komt uit op de Gravin Sabinastraat
- Dromweg - doodlopende zijweg van de Zuidzijdsedijk
- Ericastraat - in het verlengde van de Ridder van Dorpstraat lopend naar de Oude Haven
- Graaf Janstraat - Grvin Anna van Burenstraat en de Gravin Sabinastraat
- Graaf van Egmondstraat -
- Gravin Anna van Burenstraat - Anna van Buren
- Gravin Sabinastraat - genoemd naar Sabina van Egmond (1562-1614), dochter van Lamoraal van Egmond en Sabina van Beieren
- Grevesweg - naar het eiland Tiengemeten
- Griegstraat - Edvard Grieg (Bergen, 15 juni 1843 - aldaar, 4 september 1907) was een Noors componist en pianist uit de Romantiek.
- Hageweg - verbindt de Oranjeweg en de Kraagweg ten zuiden van het water Kleine Gat
- Haringvliet - Haringvliet
- Henrik Ibsenstraat - Henrik Ibsen
- Hitsertsekade - Den Hitzert is een oude benaming van Zuid-Beijerland genoemd naar de "Hitzert", de slik- of zandplaat van die naam, vanwaaruit de bedijking in het laatst van de 16e eeuw werd begonnen
- Hofstee - P-vormige zijweg van de Tuinweg
- Hogeweg - ruim drie kilometer lange weg vanaf het Zwartsluisje naar de rotonde in de ronduitweg
- Irisstraat - doodlopende straat in een woonerf, zijweg van de Ericastraat
- Jacob Pauwstraat - bijna U-vormige zijstraat van de Van Oldenbarneveltstraat; genoemd naar Jacob Pauw (1558-1620), burgemeester van Delft
- Jan van der Heydenstraat - Jan van der Heyden; tussen Nassaustraat en Dorpzigt
- Jan Vollaarsweg - zijweg van de Nieuwendijk, komt aan de noordzijde uit op het Zwartsluisje
- Jasmijnstraat - plantennaam jasmijn
- Johan Berkstraat - zijstraat van de van Oldenbarneveltstraat
- Kerkepad - achter de kerk, sluit aan op de Torenlaan in het zuiden van Zuid-Beijerland
- Kleine Weg - doodlopende weg aan de Schenkeldijk
- Klein Zuidbeijerlandseweg - tussen Nassaustraat en Dorpzigt
- Koning Haakonstraat - straat in Nieuwendijk, tussen Hendrik Ibsenstraat en de Vikingstraat; Haakon VII van Noorwegen (Charlottenlund, 3 augustus 1872 - Oslo, 21 september 1957), roepnaam Karel, was als Haakon VII van 1905 tot 1957 de eerste koning van Noorwegen na het einde van de personele unie met Zweden.
- Koninginneweg - vanaf de Dorpsstraat naar het zuiden, uitkomend op de Buitendijk aan het Haringvliet
- Kortweg - tussen Nassaustraat en Dorpzigt
- Kraagweg - drie kilometer lange weg van de Molendijk bij Zuid-Beijerland, in het noorden aansluitend op de Zuidzijdsedijk
- Lange Eendrachtsweg - vier kilometer lange weg ten noorden van Nieuwendijk. Verbindt de Groeneweg met Zwartsluisje
- Leliestraat - Lelie (geslacht) (Lilium), een plantengeslacht
- Lijsterbesstraat - lijsterbes; zijstraat Tuinweg
- Margrietlaan - Margriet der Nederlanden; zijstraat van de Tuinweg
- Marijkelaan - prinses Christina der Nederlanden; zijweg van de Tuinweg
- Molendijk - van het dorp in westelijke richting lopend
- Nassaustraat - aan de westzijde van het dorp
- Nieuwendijk - Nieuwendijk, buurtschap van Goudswaard en Zuid-Beijerland (Korendijk)
- Noord-Achterweg -  tussen Dorpsstraat en Gravin Sabinastraat
- Noorddijk - behoort bij buurtschap Korendijk
- Oranjeweg - ruim twee kilometer lange noord-zuid lopende weg, in noordelijke richting lopend. Vanaf de Molendijk aansluitend op de Noorddijk
- Oude Haven - langs de Domineesvliet aan de oostzijde van Zuid-Beijerland
- Pinksterweg - doodlopende zijstraat van de Zwartsluisje bij de buurtschap Zwartsluisje
- Ribesplantsoen - ribes
- Ridder van Dorplaan - Philips van Dorp (1587-1652) was een Nederlands admiraal uit de 17e eeuw, bevelhebber van de vloot.
- Rietgors - rietgors, watervogel
- Romeet - zijstraat van de Seggegors
- Ronduitweg - vanaf de Dorpsstraat in noordelijke richting aansluitend op de Noorddijk
- Santgors - aan de westzijde van de Koninginneweg
- Scheidweg - van Bommelskous naar de Beijerlandschedijk
- Schenkeldijk - Schenkeldijk
- Schoutsdijk - in het verlengde van de Dorpsstraat, in oostelijke richting naar Bommelskous
- Seggegors - zijstraat Koninginneweg
- Seringenpad - pad aan de Ridder van Dorplaan
- Simon Stevinstaat - Simon Stevin
- Sluisjesweg - vanaf Zwartsluisje in westelijke richting doodlopende zijstraat
- Tiengemeten - weg op het eiland Tiengemeten
- Torenlaan - zijstraat Koninginnelaan bij de kerktoren
- Tuinweg - bijna een kilometer lange verbindingsweg tussen de Dorpsstraat en de Noord-Achterweg
- Van Oldenbarneveltstraat - naar Johan van Oldenbarnevelt; verbindt de Gravin Sabinastraat met de Ridder van Dorplaan
- Vikingstraat - in Nieuwendijk gelegen verbinding tussen de Koning Haakonstraat en de Griegstraat
- Zuid-Achterweg - verbindt de Koninginneweg en de Schenkeldijk ten zuidoosten van Zuid-Beijerland
- Zuidzijdsedijk - door de buurtschap [[Zuidzijde (Hoeksche Waard)|Zuidzijdsedijk]] -
- Zwartsluisje - bij buurtschap Zwartsluisje ten noordwesten van Zuid-Beijerland, ten zuiden van Piershil